# Andy Genen
Andy Genen (Luxemburg, 22 april 1979) is een Luxemburgs stripauteur. Hij werkt ook onder het pseudoniem ND!.

## Levensloop
Genen volgde eerst basisonderwijs in Schifflange en later secundair onderwijs in het Lycée Hubert Clémen in  Esch-sur-Alzette. Aangezien het Lycée Hubert Clémen geen kunstopleiding had, veranderde hij van school en volgde hij zijn laatste twee jaar in het secundair onderwijs aan het Lycée de garçons d'Esch-sur-Alzette. Nadat Genen afstudeerde in 1998, werkte hij enkele jaren als leraar. Van 2000 tot 2003 volgde hij een stripopleiding in de Sint-Lukashogeschool in Brussel. Hierop keerde hij terug naar Luxemburg.
In 2004 tekende Genen dan een pagina van het verhaal De fluch vun der 23 uit de stripreeks De Superjhemp. Vervolgens werkte hij samen met Lucien Czuga, de scenarist van De Superjhemp, aan de stripreeks De leschte ritter. Genen werkte daarna samen met John Rech aan de stripreeksen  Dream Catcher en Gefaangen an der diddelenger geschicht.
Genen en Rech ontvingen twee keer de Lëtzebuerger Buchpräis in de categorie kinder-en jeugdboeken. In 2012 ontvingen ze het voor het eerste album van Gefaangen an der diddelenger geschicht. In 2015 ontvingen ze het voor het derde album van Dream Catcher.
- Gemeinsame Normdatei: 135646367
- International Standard Name Identifier: 0000 0000 1976 2962
- Virtual International Authority File: 65227711
- WorldCat: E39PBJh8VbbyCG8FFykCvc4Qbd